# Crobylophora
Crobylophora é um gênero de mariposa pertencente à família Acrolepiidae.